# 蒙镇
蒙镇（法語：Monts，法語發音：[mɔ̃] ⓘ），法国中西部城市，中央-卢瓦尔河谷大区安德尔-卢瓦尔省的一个市镇，隶属于图尔区，其市镇面积为27.28平方公里，2022年1月1日时人口数量为8,031人，在法国城市中排名第1,345位。
蒙镇位于安德尔-卢瓦尔省中部，安德尔河畔，是一个区域性的中心城市，因法国化学家拉瓦锡创办的火药厂而闻名，A10高速公路和巴黎—波尔多铁路在此过境，同时也是大西洋高速铁路南线的终点。

## 地名来源
“Monts”一名的来源尚存在争议：根据当地地名学家斯泰法纳·让德龙先生（Stéphane GENDRON）的论述，蒙镇最初于860年以“De Monte”的形式在科尔默里圣保罗修道院中出现，该名称可能与当地的地势有关；而根据当地官方网站的论述，蒙镇最初于公元915年以“Mons Villa”的形式被提及。
此外，尽管中文译名为“蒙镇”，但其原名“Monts”中并无“村镇”之含义。

## 历史

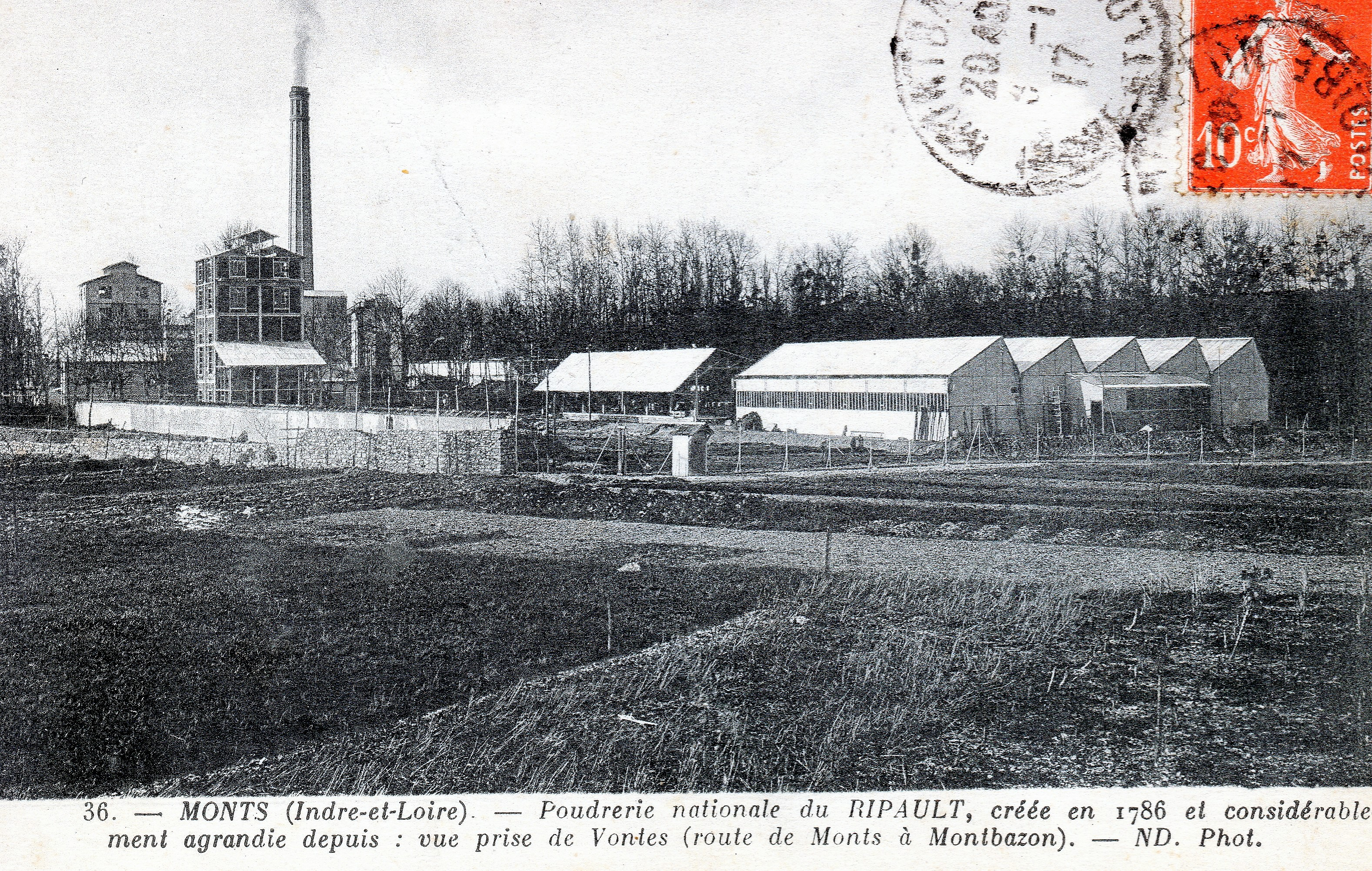
里波国家火药厂

蒙镇的早期历史尚不清楚，其所处的安德尔河谷地区曾发现多处旧石器时代初期及新石器时代的人类活动遗迹。根据当地官方网站的论述，蒙镇自中世纪中后期起逐渐形成聚落。英法百年战争结束后，蒙镇地区出现了多处城堡。1786年4月27日，在法兰西国王路易十六的应允下，蒙镇境内的一处作坊被化学家安托万·拉瓦锡获得，他将其改建成为里波国家火药厂。法国大革命后，蒙镇成为安德尔-卢瓦尔省的一个市镇。工业革命期间，途径蒙镇的巴黎—波尔多铁路分段投入运营，横跨安德尔河谷的蒙镇高架桥于1851年建成通车。与此同时，当地的里波国家火药厂得到扩张，鼎盛时期工人数量超过6,000。该厂历史上曾数次发生爆炸事故，其中1943年10月18日的爆炸曾造成超过一百人遇难。1936年6月3日，英国国王爱德华八世和华丽丝·辛普森在蒙镇康代城堡举办婚礼。1961年，里波国家火药厂关闭，其原址曾被原子能和替代能源委员会征用，后于2018年底撤出。自20世纪中后期以来，得益于图尔的城市扩张及通勤列车的开行，蒙镇的人口数量逐年增加。
在行政区划方面，蒙镇自2014年2月起成为蒙镇县的中央投票站。

## 地理

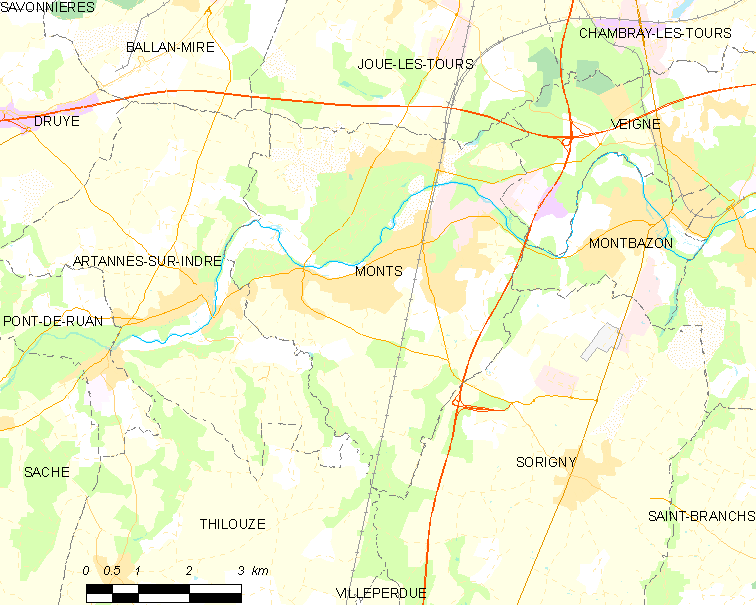
蒙镇市镇范围地图

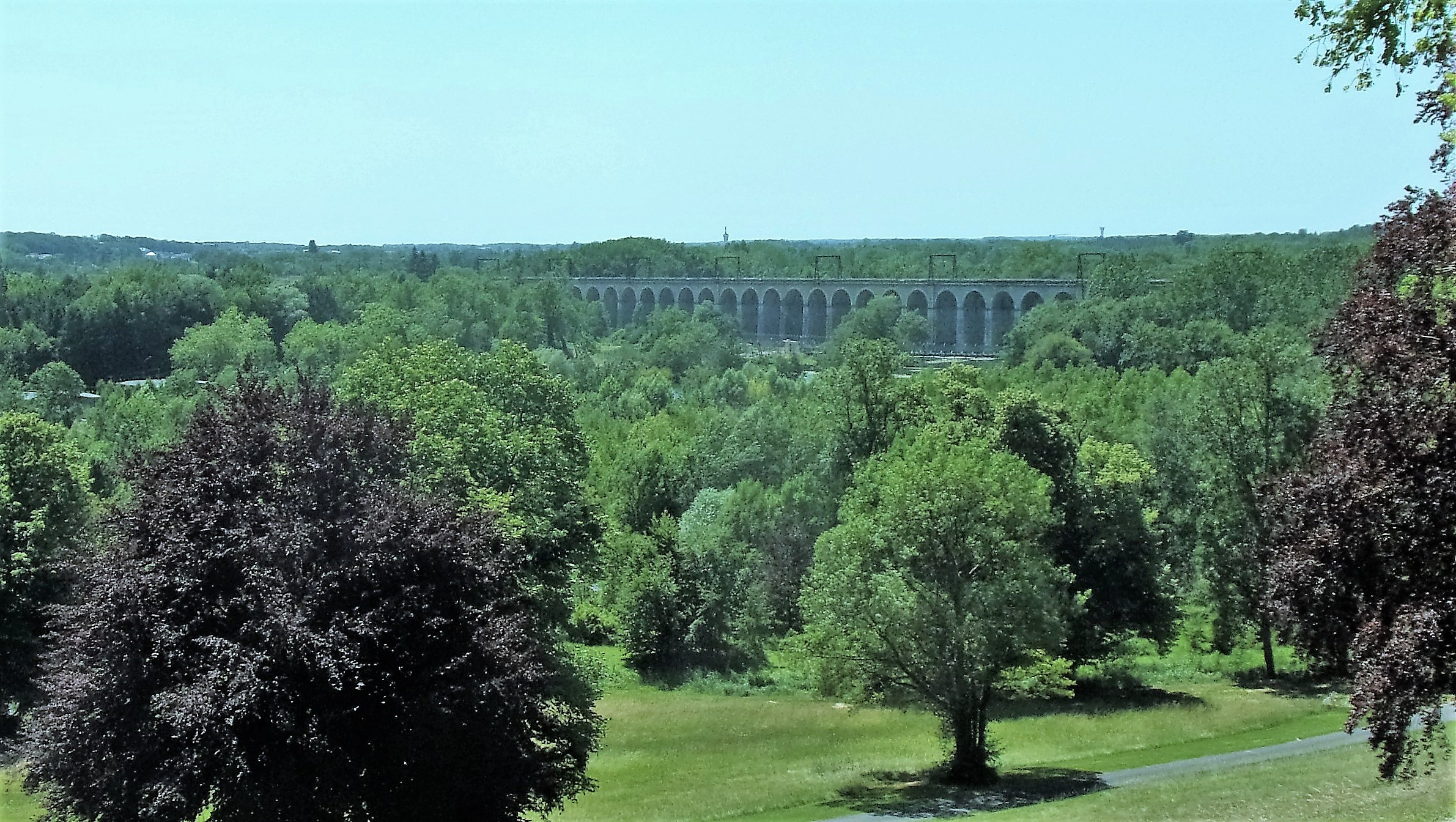
远眺安德尔河谷及蒙镇高架桥

蒙镇位于法国中西部，中央-卢瓦尔河谷大区西部和安德尔-卢瓦尔省中部，距离省会图尔大约17公里。与蒙镇接壤的市镇包括：安德尔河畔阿尔塔讷、茹埃莱图尔、蒙巴宗、索里尼、蒂卢兹和韦涅。

### 地形
蒙镇位于图赖讷地区腹地，境内以平原和浅丘为主。市镇中心位于一处地势较为平坦的河谷地带，河谷边缘起伏明显，全境海拔在47至99米之间。

### 水文
蒙镇位于卢瓦尔河流域范围内，安德尔河干流自东向西蜿蜒流经镇中心。

### 植被
蒙镇属于温带阔叶混交林区，林地广泛分布于河流附近及河谷地带，此外市镇范围南部还有小磨坊树林（Bois du Petit Moulin）和长平原树林（Bois de Longue Plaine）两块林地。
在鲜花城市的评比中，蒙镇被评为2星级鲜花城市。

### 气候
蒙镇在柯本气候分类法中属于温带海洋性气候（Cfb）。
距离蒙镇最近的常年气象站位于茹埃莱图尔境内，以下为该气象站的数据（其中日照数据取自图尔机场）：
| 茹埃莱图尔 1981年－2019年 | 茹埃莱图尔 1981年－2019年 | 茹埃莱图尔 1981年－2019年 | 茹埃莱图尔 1981年－2019年 | 茹埃莱图尔 1981年－2019年 | 茹埃莱图尔 1981年－2019年 | 茹埃莱图尔 1981年－2019年 | 茹埃莱图尔 1981年－2019年 | 茹埃莱图尔 1981年－2019年 | 茹埃莱图尔 1981年－2019年 | 茹埃莱图尔 1981年－2019年 | 茹埃莱图尔 1981年－2019年 | 茹埃莱图尔 1981年－2019年 | 茹埃莱图尔 1981年－2019年 |
| 月份                      | 1月                       | 2月                       | 3月                       | 4月                       | 5月                       | 6月                       | 7月                       | 8月                       | 9月                       | 10月                      | 11月                      | 12月                      | 全年                      |
| ------------------------- | ------------------------- | ------------------------- | ------------------------- | ------------------------- | ------------------------- | ------------------------- | ------------------------- | ------------------------- | ------------------------- | ------------------------- | ------------------------- | ------------------------- | ------------------------- |
| 历史最高温 °C（°F）       | 16.4 (61.5)               | 20.9 (69.6)               | 24.4 (75.9)               | 29.9 (85.8)               | 33.1 (91.6)               | 37.9 (100.2)              | 38 (100)                  | 39.8 (103.6)              | 34.4 (93.9)               | 29.2 (84.6)               | 22.6 (72.7)               | 18.8 (65.8)               | 39.8 (103.6)              |
| 平均高温 °C（°F）         | 7.9 (46.2)                | 9.7 (49.5)                | 13.1 (55.6)               | 16.3 (61.3)               | 20.2 (68.4)               | 24 (75)                   | 25.8 (78.4)               | 26 (79)                   | 22 (72)                   | 17.5 (63.5)               | 11.2 (52.2)               | 7.5 (45.5)                | 16.8 (62.2)               |
| 日均气温 °C（°F）         | 5.1 (41.2)                | 6.3 (43.3)                | 8.8 (47.8)                | 11.5 (52.7)               | 15.2 (59.4)               | 18.7 (65.7)               | 20.3 (68.5)               | 20.4 (68.7)               | 16.8 (62.2)               | 13.4 (56.1)               | 8.1 (46.6)                | 5 (41)                    | 12.5 (54.5)               |
| 平均低温 °C（°F）         | 2.3 (36.1)                | 2.9 (37.2)                | 4.4 (39.9)                | 6.6 (43.9)                | 10.2 (50.4)               | 13.4 (56.1)               | 14.9 (58.8)               | 14.9 (58.8)               | 11.6 (52.9)               | 9.4 (48.9)                | 5.1 (41.2)                | 2.4 (36.3)                | 8.2 (46.8)                |
| 历史最低温 °C（°F）       | −11.5 (11.3)              | −11.1 (12.0)              | −10.1 (13.8)              | −1.5 (29.3)               | 0.6 (33.1)                | 5 (41)                    | 6.5 (43.7)                | 7.3 (45.1)                | 4.2 (39.6)                | −2 (28)                   | −7.6 (18.3)               | −10.2 (13.6)              | −11.5 (11.3)              |
| 平均降水量 mm（）         | 68.2 (2.69)               | 50.9 (2.00)               | 52 (2.0)                  | 50.7 (2.00)               | 53.6 (2.11)               | 40.3 (1.59)               | 52.4 (2.06)               | 42.8 (1.69)               | 52 (2.0)                  | 60 (2.4)                  | 70.2 (2.76)               | 72.8 (2.87)               | 665.9 (26.22)             |
| 月均日照時數              | 69.9                      | 90.3                      | 144.2                     | 178.5                     | 205.6                     | 228                       | 239.4                     | 236.4                     | 184.7                     | 120.6                     | 76.7                      | 59.2                      | 1,833.5                   |
| 来源：infocliamt.fr       |                           |                           |                           |                           |                           |                           |                           |                           |                           |                           |                           |                           |                           |

## 行政区划
蒙镇的市镇编号为37159，邮政编号为37260。
在行政管理方面，蒙镇隶属于法国中央-卢瓦尔河谷大区安德尔-卢瓦尔省图尔区；在地方选举方面，蒙镇是蒙镇县的中央投票站所在地，其市镇范围全境被划入安德尔-卢瓦尔省第三选区；在社会管理方面，蒙镇是图赖讷安德尔河谷市镇公共社区的组成部分。
截至2024年7月，蒙镇市镇范围内暂无任何城市敏感街区及城市政策优先街区。
法国国家统计与经济研究所（简称“INSEE”）在进行数据统计时，将蒙镇及相邻的另外3个市镇设为蒙镇城市核心区（Unité urbaine de Monts），并将包括核心区在内的周边共79个市镇划为图尔城市区。自2020年起，图尔城市区被包含162个市镇的图尔城市辐射区代替。此外，INSEE还将蒙镇市镇整体看作一个“块区”（IRIS），以便于统计人口分布情况。

## 交通

### 公路
A10高速公路从蒙镇市镇范围东部过境；安德尔-卢瓦尔省省道D17线、D84线、D86线和D87线在蒙镇境内交汇。中央-卢瓦尔河谷大区城际客运（商业名称为“Rémi”）下属的安德尔-卢瓦尔省城际客运I线经停蒙镇，可通往图尔、茹埃莱图尔、萨谢等地。
| 24.1 | 5 |

| 图尔 | 21 |

| 茹埃莱图尔 | 11 |

| 阿宰勒里多 | 16 |

2020年，89.8%的蒙镇家庭拥有至少一辆私人汽车。2021年，蒙镇境内共发生各类交通事故2起，造成2人重伤。

### 铁路

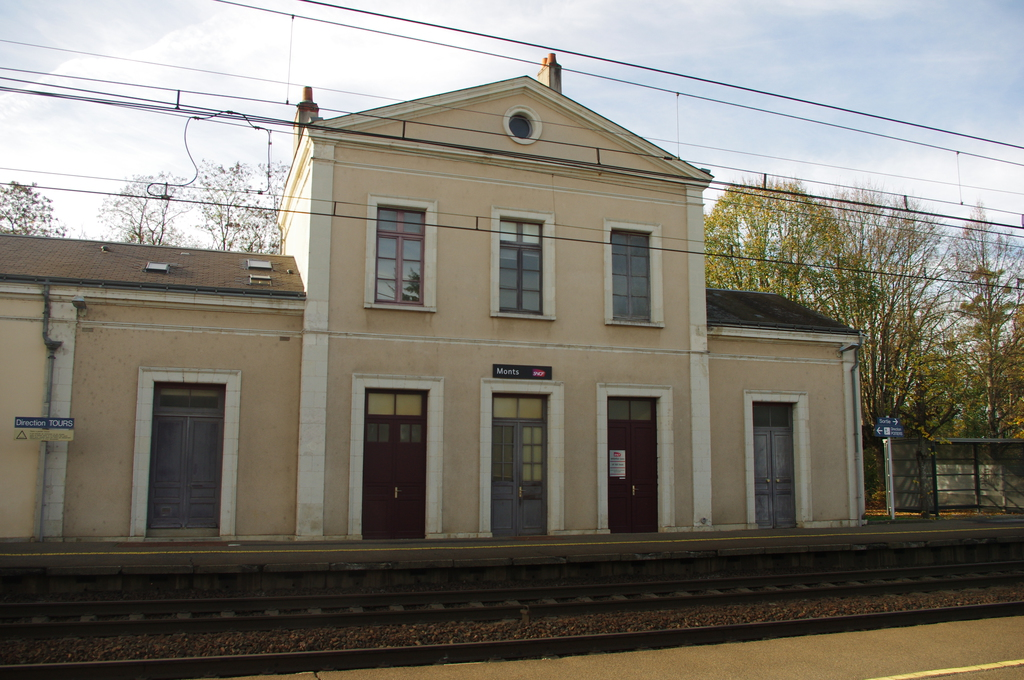
蒙镇火车站主站房

蒙镇位于巴黎—波尔多铁路上，大西洋高速铁路南端在此汇入普速铁路网。蒙镇站位于蒙镇市区东部，停靠往返于图尔和普瓦捷一线的区域列车。

### 航空
蒙镇距离图尔机场的公路里程大约22公里。

### 城市公共交通
截至2024年7月，蒙镇暂无城市公共交通系统。

## 政治

### 市政内阁

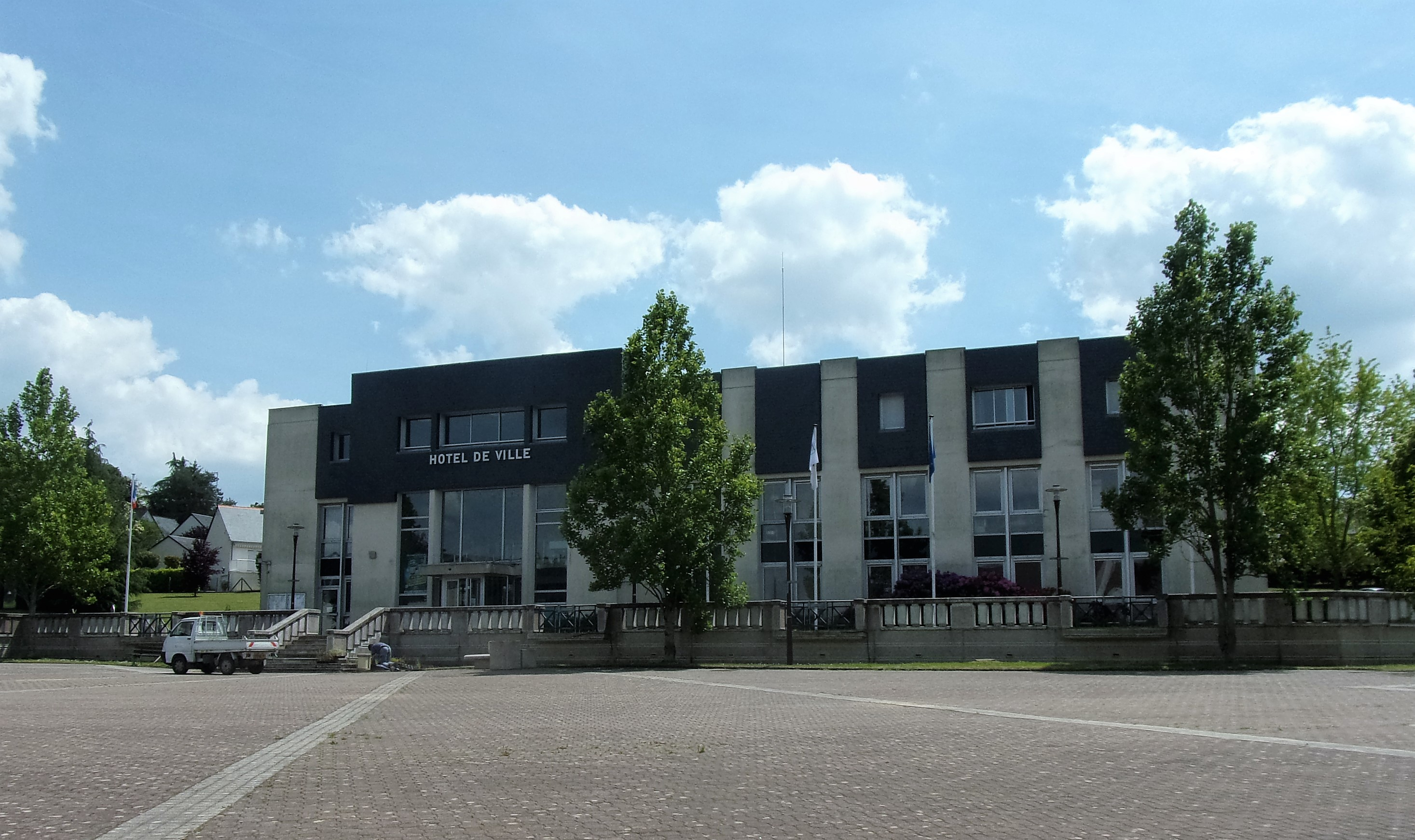
蒙镇市政厅

蒙镇的现任市长为洛朗·里夏尔先生（Laurent RICHARD），他是一名左翼无党派人士，在2020年的市政选举中获得了100.00%的支持率（无其他候选人）。
| 蒙镇历届市长   | 蒙镇历届市长                         | 蒙镇历届市长      |
| 任期           | 市长                                 | 党派              |
| -------------- | ------------------------------------ | ----------------- |
| 1945年－1959年 | Joseph DAUMAIN 约瑟夫·多曼           | 不详              |
| 1959年－1961年 | Léon VERSEUX 莱昂·韦尔瑟             | 不详              |
| 1961年－1989年 | Robert PRUNIER 罗贝尔·普吕尼耶       | DVG左翼无党派人士 |
| 1989年－2008年 | Serge VIAUD 塞尔日·维奥              | DVG左翼无党派人士 |
| 2008年－2014年 | Jacques DURAND 雅克·迪朗             | DVG左翼无党派人士 |
| 2014年－2018年 | Valérie GUILLERMIC 瓦莱丽·吉耶尔米克 | DVG左翼无党派人士 |
| 2018年－       | Laurent RICHARD 洛朗·里夏尔          | DVG左翼无党派人士 |

### 各级选举
| 蒙镇历届投票选举结果 | 蒙镇历届投票选举结果    | 蒙镇历届投票选举结果 | 蒙镇历届投票选举结果 | 蒙镇历届投票选举结果              | 蒙镇历届投票选举结果 | 蒙镇历届投票选举结果 | 蒙镇历届投票选举结果      | 蒙镇历届投票选举结果 | 蒙镇历届投票选举结果 |
| 选举项目             | 选举范围                | 选区单位             | 选区单位内的选举结果 | 选区单位内的选举结果              | 选区单位内的选举结果 | 选区单位内的选举结果 | 选区单位内的选举结果      | 选区单位内的选举结果 | 参考资料             |
| 选举项目             | 选举范围                | 选区单位             | 第一轮胜出者         | 第一轮胜出者                      | 支持率               | 第二轮胜出者         | 第二轮胜出者              | 支持率               | 参考资料             |
| -------------------- | ----------------------- | -------------------- | -------------------- | --------------------------------- | -------------------- | -------------------- | ------------------------- | -------------------- | -------------------- |
| 2017年法國總統選舉   | 法國                    | 市镇                 |                      | 埃马纽埃尔·马克龙                 | 26.42%               |                      | 埃马纽埃尔·马克龙         | 68.56%               | [ 28 ]               |
| 2017年法国立法选举   | 安德尔-卢瓦尔省第三选区 | 市镇                 |                      | 马里索尔·图赖纳                   | 36.76%               |                      | 索菲·奥科尼               | 50.28%               | [ 28 ]               |
| 2019年欧洲议会选举   | 法國                    | 市镇                 |                      | 纳塔莉·卢瓦索                     | 23.97%               | （不适用）           | （不适用）                | （不适用）           | [ 30 ]               |
| 2021年法国省级选举   | 安德尔-卢瓦尔省         | 县                   |                      | 茜尔维·吉内 帕特里克·米绍         | 52.84%               |                      | 茜尔维·吉内 帕特里克·米绍 | 65.35%               | [ 31 ] [ 32 ]        |
| 2021年法国省级选举   | 安德尔-卢瓦尔省         | 市镇                 |                      | 弗雷德里克·格里耶 弗洛尔·马西卡尔 | 41.47%               |                      | 茜尔维·吉内 帕特里克·米绍 | 53.85%               | [ 31 ] [ 32 ]        |
| 2021年法国大区选举   |                         | 市镇                 |                      | 弗朗索瓦·博诺                     | 30.2%                |                      | 弗朗索瓦·博诺             | 47.3%                | [ 33 ]               |
| 2022年法国总统选举   | 法國                    | 市镇                 |                      | 埃马纽埃尔·马克龙                 | 34.41%               |                      | 埃马纽埃尔·马克龙         | 63.41%               | [ 28 ]               |
| 2022年法国立法选举   | 安德尔-卢瓦尔省第三选区 | 市镇                 |                      | 亨利·阿尔方达里                   | 28.85%               |                      | 亨利·阿尔方达里           | 55.78%               | [ 28 ]               |
| 2024年欧洲议会选举   | 法國                    | 市镇                 |                      | 若尔丹·巴尔代拉                   | 31.53%               | （不适用）           | （不适用）                | （不适用）           | [ 28 ]               |
| 2024年法国立法选举   | 安德尔-卢瓦尔省第三选区 | 市镇                 |                      | 亨利·阿尔方达里                   | 32.61%               |                      | 亨利·阿尔方达里           | 62.06%               | [ 28 ]               |

## 人口
2021年，蒙镇市镇人口数量为7,914，在法国排名第1,345位。其中男性3,821人，女性4,075人，75岁及以上人口占7.9%，外籍人口数量为105人，人口密度为290人/平方公里，当地居民被称为（男性）或（女性）。2022年，蒙镇境内出生78人，死亡人口80人。
| 蒙镇1901年－2021年人口变化情况 |
|                                |
| 数据来源：Cassini、INSEE       |

## 经济

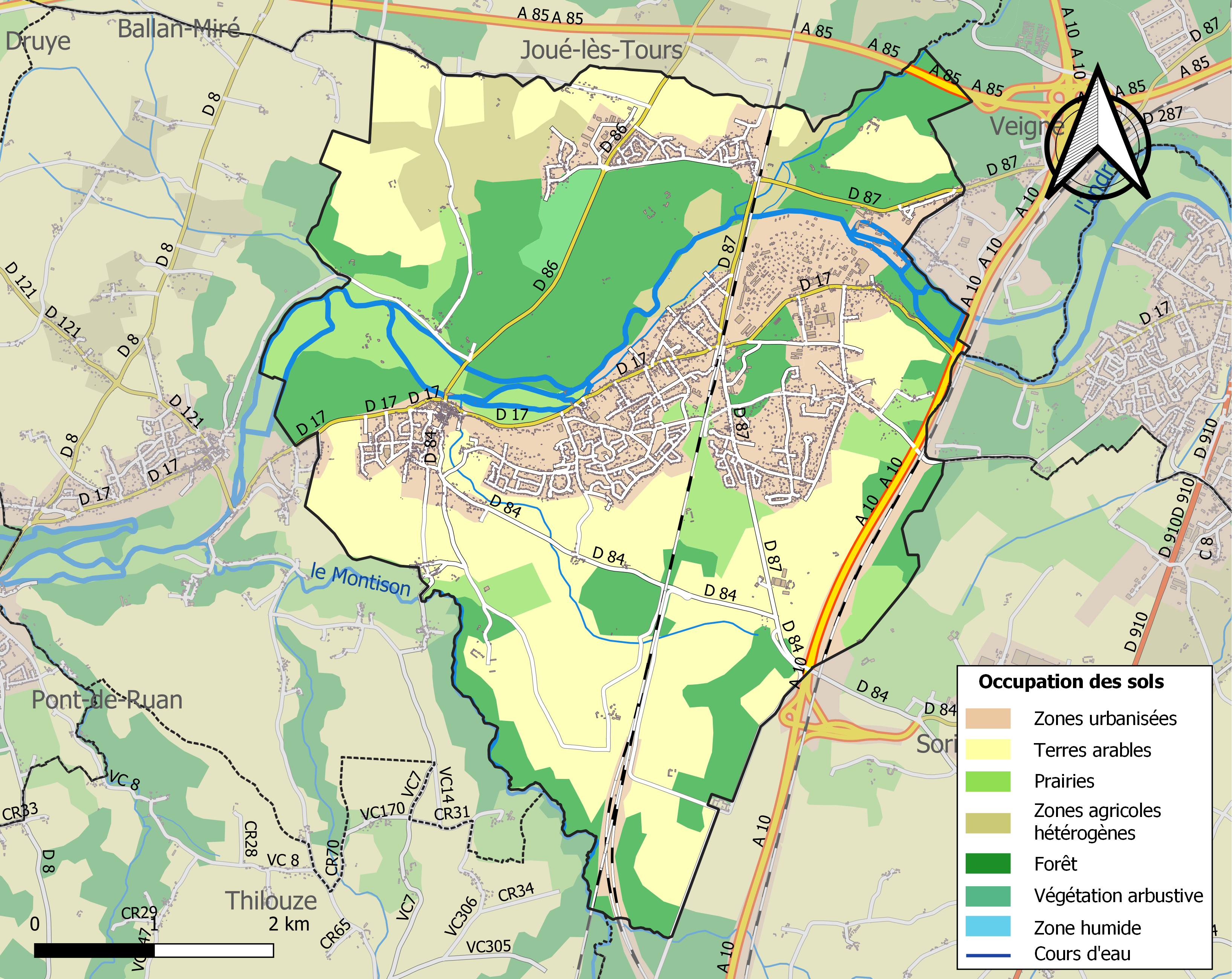
蒙镇土地利用情况地图

截至2024年7月，蒙镇市镇范围内共有各类用人单位（包含自雇）787家，平均历史为13年，其中99.21%为中小型企业（PME），2024年5月至7月间，当地的经济活力指数为0。（零售）、（房屋顶梁）及（管道安装）是当地2022年营业额最高的三个企业，分别为15,749,472欧元、1,059,286欧元和749,751欧元。

## 财政与居民收入
2022年，蒙镇的财政收入总额为7,500,650欧元，财政支出总额为6,054,320欧元，当年的债务总额为3,498,930欧元。2022年，蒙镇市镇通过增值税获得577,110欧元的收入，此外当地还共获得了519,940欧元的国家直接财政补助。
| 蒙镇居民收入情况                                 | 蒙镇居民收入情况 | 蒙镇居民收入情况      | 蒙镇居民收入情况 |
| 内容                                             | 蒙镇             | 法国                  | 统计年份         |
| ------------------------------------------------ | ---------------- | --------------------- | ---------------- |
| 征税家庭总数                                     | 3,267            | 1,081（法国市镇平均） | 2022年           |
| 居民平均月收入                                   | 2,396欧元        | 2,435欧元             | 2022年           |
| 高级职员人均月收入                               | 3,599欧元        | 4,331欧元             | 2021年           |
| 中级职员人均月收入                               | 2,444欧元        | 2,470欧元             | 2021年           |
| 普通职员人均月收入                               | 1,847欧元        | 1,801欧元             | 2021年           |
| 贫困率                                           | 6%               | 14.5%                 | 2020年           |
| 青壮年（15至64岁）失业率                         | 7.6%             | 7.4%                  | 2020年           |
| 征税家庭数量占比                                 | 55.2%            | 45.5%                 | 2020年           |
| 家庭年均纳税                                     | 2,688欧元        | 4,393欧元             | 2022年           |
| 资料来源：INSEE、L'Internaute、Le Journal du Net |                  |                       |                  |

## 社会事务

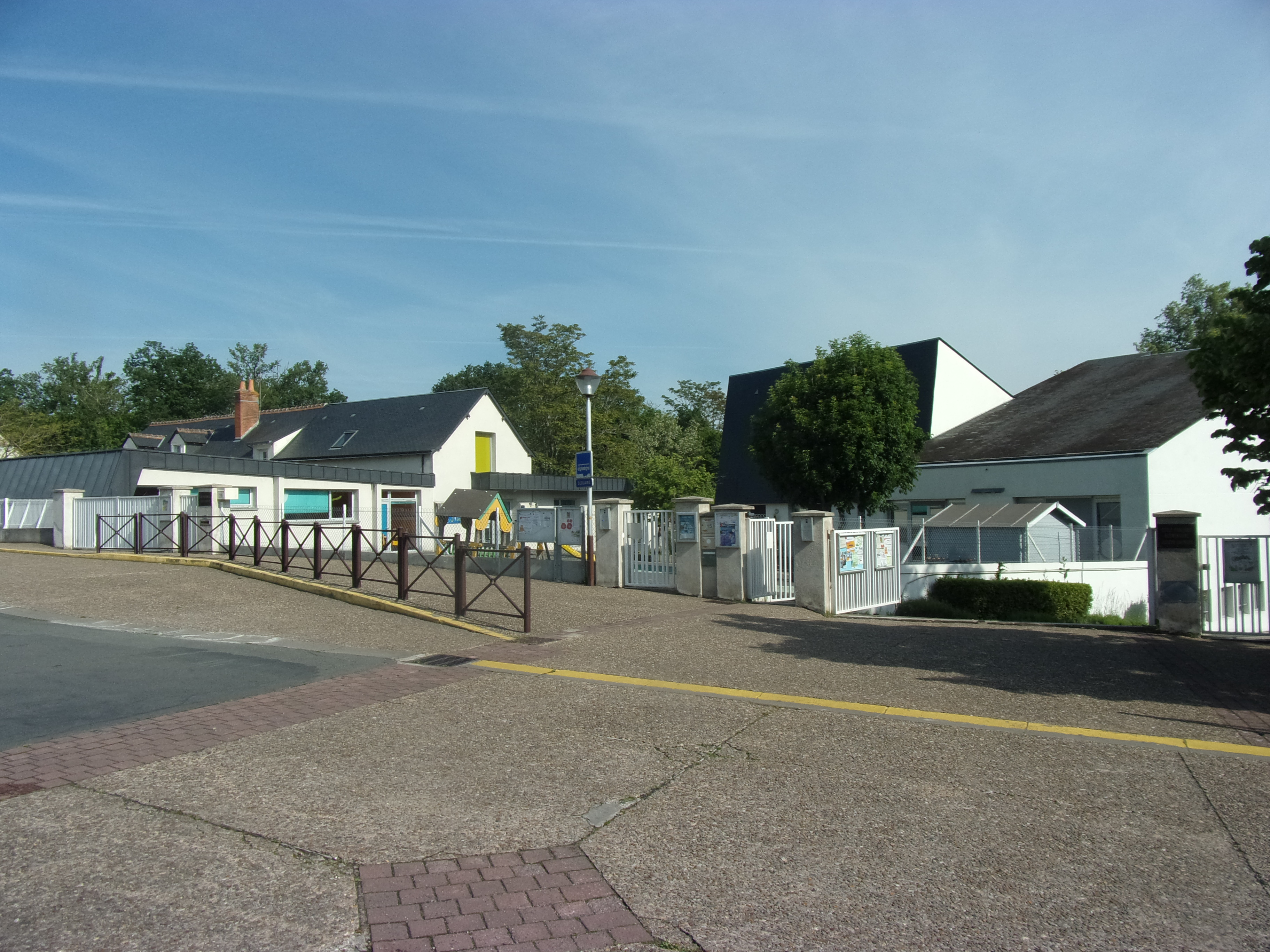
蒙镇的一所学校

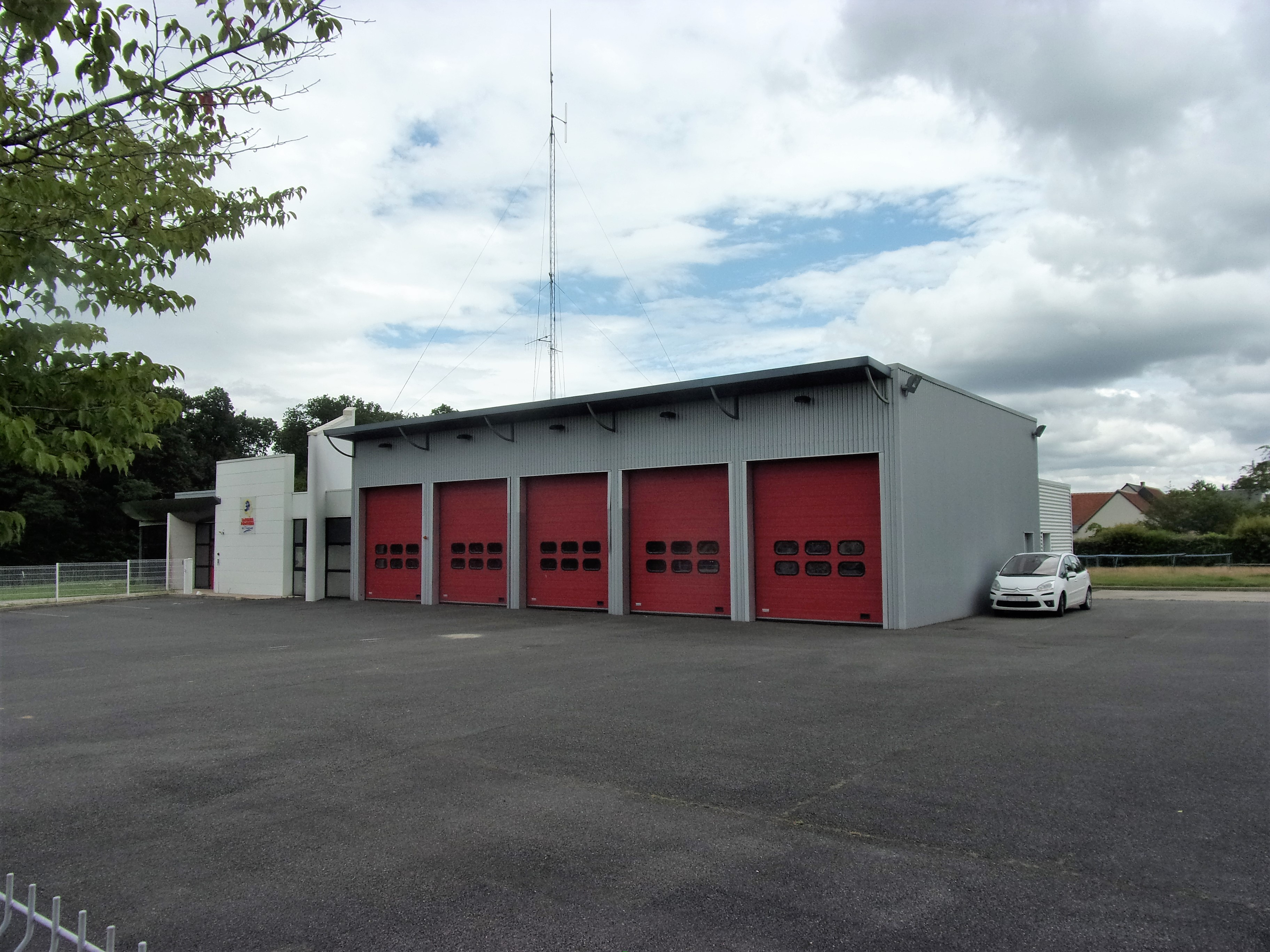
消防救援站

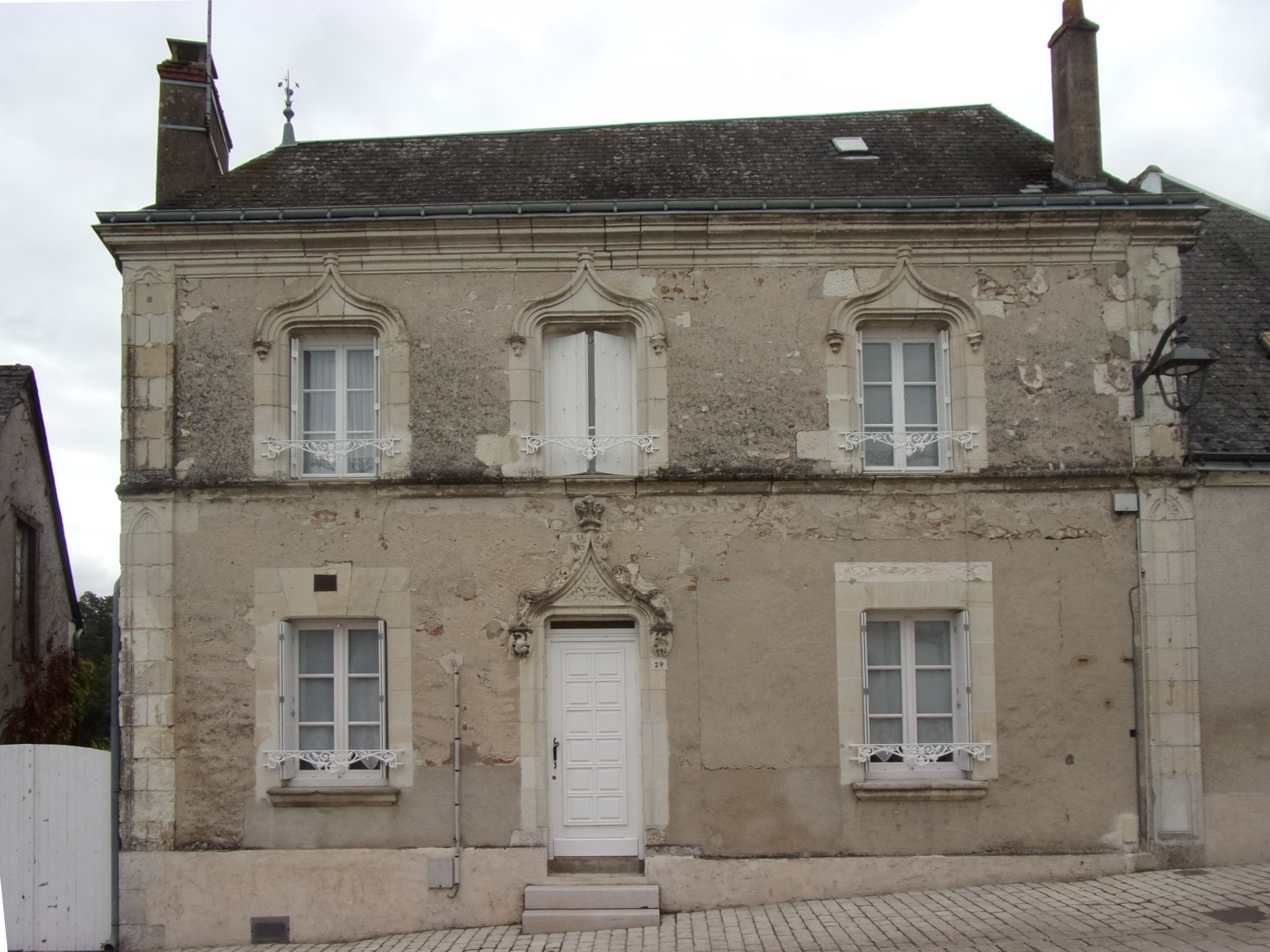
一处传统民居

### 教育
蒙镇属于奥尔良-图尔学区。截至2021年1月1日，蒙镇境内共有2所幼儿园、2所小学和1所初级中学。2022至2023学年度，蒙镇境内共有在校中等教育阶段学生655名。

### 医疗
截至2021年1月1日，蒙镇境内共有全科医生6名、保健师6名、牙医2名和护士6名。境内共有药房2家、养老院1家。
距离蒙镇最近的区域性医疗机构为图尔大学大区中心医院，其下属的特鲁索医院（Hôpital Trousseau）位于尚布赖莱图尔，距离蒙镇市区的正常车程大约17分钟，该院设有床位567个。

### 住房
2020年，蒙镇境内共有各类住房3,376套，其中87.5%为独立式住宅，12.4%为集中式住宅。常住房屋占蒙镇市镇范围内居民建筑总量的94.6%。
在住房保障政策方面，2022年，蒙镇境内共有269户家庭获得了住房经济补助，受益人数占总人口数量的3.4%，其中249份为房租补助。

### 商业
2021年，蒙镇境内共有各类实体商铺116家，其中餐厅7家、大型超市1家、杂货店1家、面包房2家、肉铺1家、书店1家、装饰品店1家、美容美发店8家、汽车维修店11家。蒙镇镇中心建有一家Super U超市。

### 体育
2021年，蒙镇境内共有1家游泳池、2间体育馆、4处网球场、1处足球或橄榄球场以及2处篮球或排球场。
截至2024年7月，蒙镇体育会（AS Monts，编号511976）是蒙镇境内共有家注册足球俱乐部，其主场为莱格里福讷球场（Stade des Griffonnes）。

### 环境
蒙镇的环境事务由其所属的图赖讷安德尔河谷市镇公共社区联合各级政府协调负责。2021年，蒙镇境内暂无污染企业。

### 治安
蒙镇及其附近的共77个市镇是洛什国家宪兵队（zone gendarmerie de Loches）的管辖范围。2020年，该宪兵队累计记录各类案件2,570起，其中盗窃类案件1,440起，经济类案件392起，毒品交易类案件63起。

## 文化

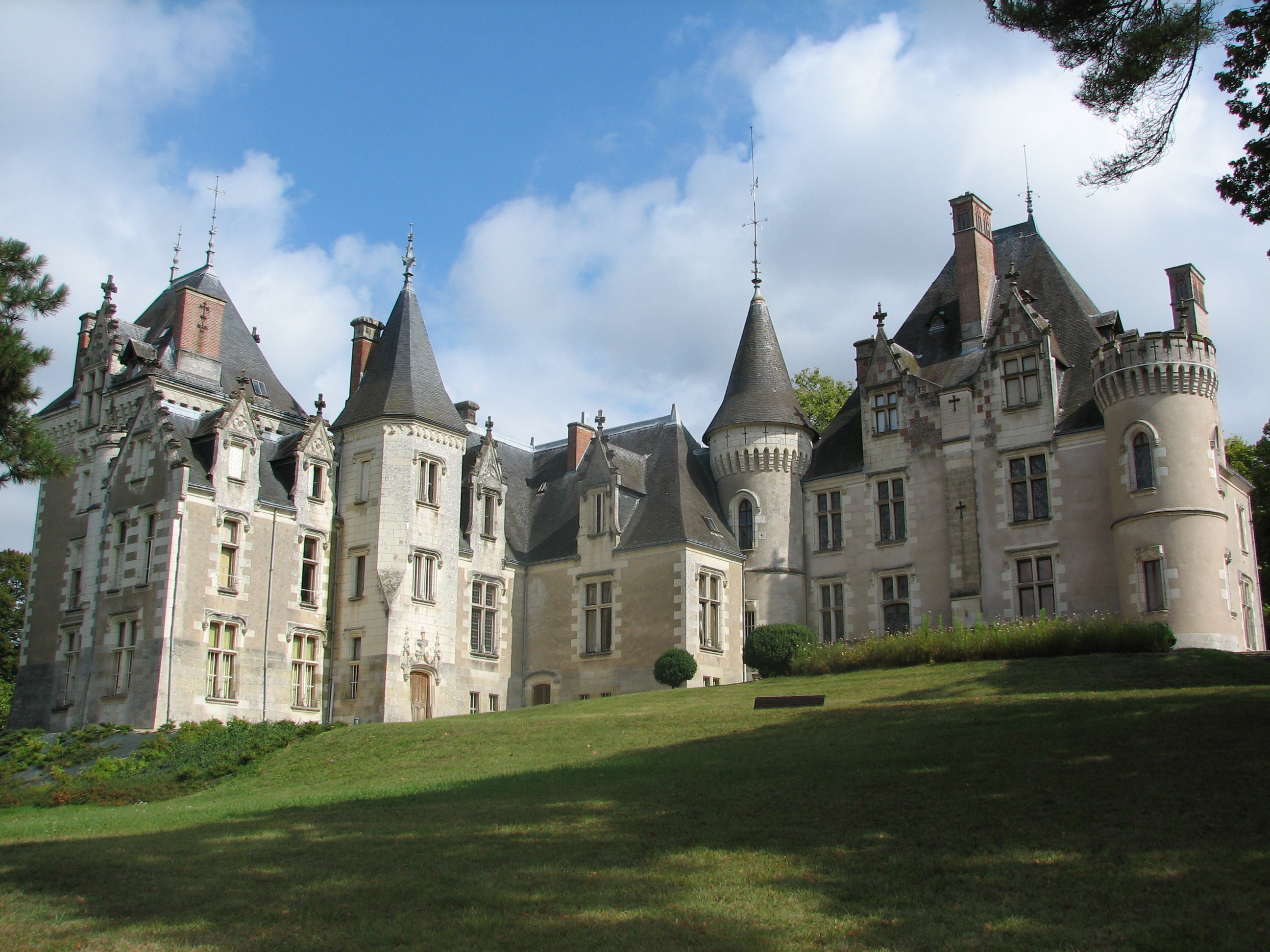
康代城堡

2021年，蒙镇境内共有1家剧场。蒙镇境内建有市际多媒体中心（Médiathèque intercommunale），每周二、三、五、六向公众开放。

### 建筑
蒙镇境内有多处历史建筑，其中奥尔蒂耶尔庄园为法国国家文物保护单位，横跨安德尔河的蒙镇高架桥以及河流右岸的康代城堡是当地的地标性建筑物。

### 旅游
蒙镇的旅游事务由其所属的图赖讷安德尔河谷市镇公共社区联合各级政府协调负责。2023年，蒙镇境内暂无任何游客接待设施。

### 媒体
法国主要的媒体均可在蒙镇接收，法国电视三台下属的中央-卢瓦尔河谷大区频道在部分时段播出蒙镇所在安德尔-卢瓦尔省的地方新闻。图尔卢瓦尔河谷电视台、《中西部新共和国报》、蓝色法兰西图赖讷广播等是当地的主要地方性媒体。

## 友好城市
截至2024年7月，蒙镇共与两座城市建立了友好城市关系：
- 德国 蔡斯卡姆
- 比利时 弗拉讷莱昂万